# Hypodoxa erebata
Hypodoxa erebata är en fjärilsart som beskrevs av Edward Meyrick 1888. Hypodoxa erebata ingår i släktet Hypodoxa och familjen mätare. Inga underarter finns listade i Catalogue of Life.